# Fiachna I mac Fedlimid
Fiachna I mac Fedlimid – legendarny król Ulaidu z dynastii Milezjan (linia Ira, syna Mileda) w latach 286-270 p.n.e. Syn Fedlimida, syna Uamanchana, króla Ulaidu. Został królem Ulaidu po swym kuzynie Conchobarze I Rot („Czerwonym”). Informacje o nim zostały zawarte w źródłach średniowiecznych, np. „Laud Misc. 610” z XV w., gdzie na jego temat zanotowano: Fíachna m[a]c Fedlimthe .xui. blī[adn]a. M[a]c Huamanchínd (fol. 107 a 22-23). Dowiadujemy się z tego źródła, że panował szesnaście lat (małymi literami rzymska cyfra XVI) nad Ulaidem z Emain Macha. Jego następcą został bratanek Daire mac Forgo.